# Tinkara Kovač
Tinkara Kovač, slovenska pevka, pop-rock glasbenica, flavtistka, pedagoginja (profesorica flavte). * 3. september 1978.

## Glasbena kariera
Z glasbenim nastopanjem je začela zgodaj, saj si je že pri devetih letih delila zmago na prireditvi Veseli tobogan v Dekanih.  Na prireditvi jo je opazil Bojan Adamič in ji ponudil daljši angažma, vendar starši takrat zaradi njene mladosti tega niso podprli. K naslednjemu odmevnemu nastopu jo je precej kasneje vzpodbudil znani primorski skladatelj Danilo Kocjančič, ki ji je skupaj s tekstopiscem Dragom Mislejem - Mefom in Marinom Legovičem leta 1997 napisal najprej skladbo, s katero je prejela nagrado za najobetavnejšega izvajalca na Melodijah morja in sonca, nato pa še vse skladbe za njen prvi album.
Prvo diskografsko pogodbo je podpisala leta 1997, ko je izdala prvenec, ki si je prislužil zlato odličje in dve nagradi zlati petelin. Gostovanje pri world/jazz/rock projektu Terra Mystica ji je prineslo še dva zlata petelina, že leta 1999 pa je izšel njen drugi album, ki je dosegel zlato in nato platinasto naklado. 
V obdobju, ko je vedno bolj postajala avtorica lastne glasbe in besedil, je podpisala pogodbo z založbo Dallas Records (EMI/Virgin Slovenija), pri kateri je kmalu izšel tretji album. Ta je dosegel zlato naklado in pet hit singlov ter pripadajočih videospotov. Hkrati je bil to čas, ko je Tinkara s spremljevalno skupino odigrala 30–50 koncertov na leto, nastopala in snemala s Carlosom Nunezom. Postala je prva slovenska izvajalka, ki ji je nemška televizija posvetila posebno enourno TV oddajo, ter se uvrstila na prvo mesto na prvi MTV-jevi lestvici za Slovenijo. Četrti album O-range je premierno predstavila na velikem koncertu v Cankarjevem domu, na katerem sta gostovala italijanski kantavtor Massimo Bubola ter britanski pianist in blues mojster Paul Millns. Žirija ISC (International Songwriting Competition) je med 11.000 prispelimi pesmimi v kategoriji pop-rock uvrstila med deset najboljših prav eno od pesmi z albuma O-range. Kmalu za tem je Tinkara z licenčnim izidom tega albuma pri založbi EMI International nastopila na tržišču v Italiji, Grčiji, Makedoniji in na Hrvaškem. 
Leta 2003 je nastopila na mednarodnem glasbenem festivalu Megahit v Turčiji s pesmijo Reason why. Uvrstila se je na 5. mesto izmed 14 držav.
Leta 2004 je na svoj četrti koncert v Cankarjevem domu povabila Iana Andersona (pevca skupine Jethro Tull, ki je močno vplivala na njeno odločitev, da je sploh pričela igrati na flavto). Na Andersonovo povratno povabilo je sodelovala kot gostja še na njegovih orkestrskih solo nastopih in koncertih skupine Jethro Tull na Hrvaškem, v Italiji, Avstriji in Nemčiji. Jethro Tull so jo tudi počastili s priredbo ene njenih uspešnic, ki so jo skupaj izvajali v živo. Tinkara je tega leta izdala Enigmo, posebni štirijezični projekt z omejeno naklado, izključno za Slovenijo in Italijo. Med turnejo po Italiji se je udeležila nekaterih pomembnih festivalov, na primer AstiMusica, Onde Mediterranee, Premi Friul, 5 Terre Art Fest. V italijanski regiji Furlanija - Julijska krajina je za ploščo Enigma prejela nagrado Gian Carlo Deganutti.
Videospot za singel Med zemljo in zrakom je bil leta 2004 prvi slovenski spot na najvišjem mestu uradne MTV-jeve lestvice World Chart Express za Slovenijo. Kmalu zatem je bila na MTV Europe svetovna premiera videospota z naslovom The place 2B/Kjer ste vi (Kaj tu dogaja?).
Poleti 2005 je z italijansko rock zvezdnico Eliso privabila preko 8.000 poslušalcev na Koncert na meji (ob vstopu Slovenije v schengensko območje, ko je bil ukinjen nadzor na meji z Italijo), jeseni pa je na prvem srečanju papeža Benedikta XVI. z mladimi nastopila pred 185.000-glavo množico na Trgu svetega Petra v Vatikanu kot edina tuja gostja in solistka na flavti s Simfoničnim orkestrom Vatikana pod taktirko mons. Frisine. Konec leta 2006 je začela načrtovati izid nove zgoščenke Aqa, ki je izšla leta 2007. Na tej plošči je kot gost sodeloval tudi Ian Anderson. V tem letu ji je uspel tudi nastop z znanim pevcem Robertom Plantom. 
Leta 2009 je izšel kompilacijski album z največjimi uspešnicami. V letu 2012 je izšel album Rastemo, ki vsebuje predelave uspešnic s področja Slovenije in bivše Jugoslavije. Leta 2013 je kot najboljša izvajalka (po seštevku glasov občinstva in  strokovne žirije) prejela nagrado festivala Melodije morja in sonca. V letu 2013 je izšel tudi album Zazibanke z izborom istrskih, furlanskih in drugih ljudskih uspavank. Leta 2013 je bila ena izmed članic strokovne žirije na Slovenski popevki 2013.
Leta 2014 je s skladbo 'Spet/Round And Round' zastopala Slovenijo na tekmovanju za Pesem Evrovizije, po zmagi na slovenskem izboru EMA. V predtekmovalnem večeru se ji je uspelo uvrstiti v finalni del tekmovanja, kjer je nato zasedla predzadnje mesto.
Poleti leta 2014 je nastopila na Melodijah morja in sonca, kjer je imela uvodni nastop s pesmijo Mars in Venera.
Kmalu po nastopu na Pesmi evrovizije 2014 je izdala novo pesem 2X2, ki jo je zapela tudi s Tomažem Klepačem in z Otroškim pevskim zborom OŠ Koper. Skupaj so posneli videospot. Takoj za tem je predstavila skladbo v italijanščini Cuori di ossigeno, ki se je zavihtela na mnoge glasbene lestvice, tudi na italijanske. Na EMI 2015 je skupaj z Darjo Švajger, Nejcem Šmitom in Amayo vodila glasbeno prireditev. Najprej je zapela zmagovalno pesem EME 2014 Spet/Round and round, proti koncu pa še Cuori di ossigeno. Bila je tudi članica strokovne žirije, ki je izbrala superfinalista EME 2015. V sredini marca je imela duet s skupino Maraaya, s katero sta posneli priredbo pesmi Here for you. Kmalu potem je izdala novo skladbo z naslovom Ocean. Leta 2015 je bila predsednica strokovne komisije, ki je v času glasovanja na Pesmi Evrovizije prispevala 50% glasov. V finalu Pesmi Evrovizije 2015 je iz Slovenije sporočila slovenske točke glasovanja. S Tjašo Rihter je na Melodijah morja in sonca 2015 v spremljevalnem programu zapela skladbo Mars in Venera. Novembra 2015 je s skupino Perpetuum jazzile posnela 2 priredbi za pesem Canzone per te, in sicer Canzone per te ter Pesem zate. Posneli so tudi videospot.
Na Melodijah morja in sonca je znova slavila leta 2019 s pesmijo "Bodi z mano do konca", za katero je prejela tudi nagrado za najboljše besedilo.
Nesporna dolgoletna priljubljenost v Sloveniji ji je prinesla laskavi naziv princese rock flavte.

## Diskografija
| Leto | Album                                | Pesmi |
| ---- | ------------------------------------ | --- |
| 1997 | Ne odhaja poletje                    | Ne odhaja poletje, Čez Bivje domov, Počasi se dani, Lahko bi se zgodilo, Moški in ženska, Zmaji letijo visoko, Glej naprej, On je pisal roman, Znam živet (na tleh), Veter z juga |
| 1999 | Košček neba                          | Ko bo prišel (Sergej Pobegajlo/Z. Martič/Pobegajlo), Brez laži (Danilo Kocjančič/Martič/Kocjančič), Od zvezd pijan (The Corrs, Oliver Leiber/Tinkara Kovač, Martič/John Shanks, Kovač), Ko smo skupaj (A. Maraž/Kovač, A. Maraž/Kovač, A. Maraž), Ti si tu (Kocjančič/Martič/Kocjančič), Zakaj (Marino Legovič/Drago Mislej/Legovič), Nikoli (N. Kokovič/Martič/Kokovič, I. Misdaris, Kovač), Grem (F. Maraž/Kovač/F. Maraž, Kovač), Nič je vse (Legovič/T. Letnar/Legovič), Lahheeiyeee (Pobegajlo/Martič/Pobegajlo), Nočem več (Kovač/Martič/Kovač, M. Sterže) |
| 2001 | Na robu kroga                        | Slepa sreča, S tabo, Most, Skozi zavese srca, Zdaj je čas, Sonce v očeh, Mesec moj in mesec tvoj (ft. Neno Belan), In sta šla, Pridi spet, Doma |
| 2003 | O-range                              | Med zemljo in zrakom, Kjer ste vi (Kaj tu dogaja?), Hiša, 1957, Astor café, Jagodne oči, Še tam ne, The Last But One Time, Oranžen dan, MPH, Spezzacuori, Little Wing, Gnezdo iz las |
| 2004 | Enigma                               | Quello che, Grem, Za ch'o ai, Reason Why, S tabo, Un dì narançon, Madame guitar, Grim, Gnezdo iz las |
| 2007 | aQa                                  | aQaScape, Worldache, Ujeti svet, She, Freedom, Nektar, Down Under, Hijene, Faeton, Movyda, Out of My Suitcase, Kamorkoli greš, Me ni, Wolf's Eyelash |
| 2009 | The Best Of Tinkara                  | Če je to vse (Andrea F/Andrea F, Tinkara Kovač/Andrea F, Marko Stropnik), Ljubezen je padla z neba (Drago Mislej - Mef/Danilo Kocjančič/Kocjančič, Matjaž Sterže, Andrea F), Ne odhaja poletje, Znam živet (na tleh), Veter z juga, Ko bo prišel, Brez laži, Zakaj, Grem, Lahheeiyeee, Slepa sreča, S tabo, Sonce v očeh, In sta šla, Med zemljo in zrakom, Kjer ste vi (kaj tu dogaja), Še tam ne, Spezzacuori, Quello che, Ujeti svet, Kamorkoli greš |
| 2012 | Rastemo                              | Senca (Kocjančič/Mislej-Mef/Avsenik ml., Turk), Čolnič (Turk/Rupel/Kovač, Turk), Gvendolina (Bončina/Velkavrh/Radičević, Kovač, Turk), Krokodili prihajajo (Gojkovič/Đukić, Kovač, Turk/Turk), En majhen poljub (feat. Pero Lovšin) (Lovšin/Lovšin/Dekleva, Turk), Rastemo (Brecelj/Brecelj/Turk), Ti se ljubiš (Bajagić/Bajagić, Kovač, Turk/Turk), Je to res (Mihajlović-Točak/Mihajlović-Točak, Mislej-Mef/Stropnik, Turk), Počasen ogenj (Čapovski, Kaevski, Trajkovski/Čapovski, Kaevski, Trajkovski, Kovač/Radičević, Turk), Plima (Kovačević, Popović/Kovačević, Popović, Misej-Mef/Turk), Nič novega pod mesecem (Kovačič/Kovačič/Mavri, Stropnik, Kovač, Turk) |
| 2013 | Zazibanke (založba T-KEY)            | Fa la nanna, Tajnonina, tajnona, Oj, Jelo, Jelice, Sdrindulaile, Naj naj, lipi sin, Pupca je zaspana, Fame le nine, Nana pipin codai, Šla je ženka, Ninna nanna veneta, Curisin, Tutaj, ninaj |
| 2014 | Round and round/Spet (založba T-KEY) | Round and round (uradno), Spet (slov.), Round and round (it.), Round and roun (angl.), Round and round (karaoke), Round and round (instrumentalno), Spet (karaoke), Round and round (mednarodne karaoke), Round and round (bonus) + Videospot |
| 2016 | Dober dan, življenje                 | Po zimi - pomlad, Moder let galeba, Mars in Venera, Ocean, Vprašaj me, 2X2, Dober dan, življenje, Skrivnost, Pesem zate, Po zimi, Viento del sur, Om namah shivaya |
| 2017 | Cuori di ossigeno                    | Marte e Venere, Cuori di ossigeno, La cura è vivere (feat. Bobby Solo), Vicini, lontani, Canzone per te (feat. Perpetuum Jazzile), Grim, La malinconia (feat. Kaiti Garbi), Maldamore (feat. Ian Anderson), Pietra e schiuma, Che sarà di te, Mille miglia (feat. Vincenzo Vasi), Quello che, Melù (feat. Gino Santercole), 1969 base Luna (feat. Perpetuum Jazzile), Loveache (feat. Ian Anderson) |
| 2021 | Neskončnost (Dallas Records)         | A se tukaj svet konča? (Radojevič, Sirk/Kovač); Slepa sreča (Radičević, Martič); Še tam ne (Kovač, Andrea F/Kovač); Ko bo prišel (Pobegajlo/Martič); Grem (Maraž/Kovač); Sonce v očeh (Pobegajlo, Kovač/Martič); Spet (Raay/Piš, Kovač/Raay); Veter z juga (Kocjančič/Mislej); Zakaj (Legovič/Mislej); Če je to vse (Kovač, Andrea F/Kovač); Med začetkom in koncem (Kovač, Toffoloni/Kovač) (feat. Ian Anderson); Grim (Maraž/Zeppieri); Bodi z mano do konca (Klinar/Kovač); Senca (Kocjančič/Mislej); O, morje (Bindi/Bassignano, Kovač); Bodi z mano do konca kot morje (Klinar, G. Mihelič, P. Mihelič/Kovač, G. Mihelič/2B) (feat. 2B)                            |

## Nastopi na glasbenih festivalih

### Melodije morja in sonca
- 1993: Odločitev
- 1995: Moje flavte nežni zvok (Robert Vatovec/Tinkara Kovač/Robert Vatovec)
- 1997: Ne odhaja poletje (Danilo Kocijančič/Drago Mislej/Marino Legovič) − 1. mesto
- 2013: Mars in Venera (Lea Sirk, Gaber Radojević/Tinkara Kovač/Gaber Radojević) – 1. mesto (37 točk), nagrada strokovne žirije za najboljšo izvedbo
- 2019: Bodi z mano do konca (Aleš Klinar/Tinkara Kovač/Aleš Klinar) – 1. mesto (41 točk), nagrada strokovne žirije za najboljšo glasbo, nagrada strokovne žirije za najboljše besedilo
- 2022: Do roba in še čez (Aleš Klinar/Leon Oblak/Aleš Klinar) - 1. mesto (42 točk), nagrada strokovne žirije za najboljšo skladbo v celoti (z Aniko Horvat)

### EMA
- 1997: Veter z juga (Danilo Kocjančič - Drago Mislej - Marino Legovič) – 10. mesto (574 telefonskih glasov)
- 1999: Zakaj (Marino Legovič - Drago Mislej - Marino Legovič) – 2. mesto (62 točk)
- 2001: Sonce v očeh (Tinkara Kovač, Sergej Pobegajlo - Zvezdan Martič - Sergej Pobegajlo) – 5. mesto (18 točk)
- 2014: Spet/Round and Round (Raay - Tinkara Kovač, Hannah Mancini, Tina Piš - Raay) – 1. mesto (7932 telefonskih glasov)
- 2020: Forever (Aleš Klinar - Anja Rupel - Miha Gorše) - 4. mesto

### Slovenska popevka
- 1998: Moški in ženska (Danilo Kocjančič - Drago Mislej - Dečo Žgur) – 3. mesto (1576 glasov)
- 2016: Po zimi (Domen Gracej - Drago Mislej Mef - Anže Rozman) (z Aniko Horvat)

### Megahit
- 2003: Reason Why - 5. mesto

## Lestvice največkrat predvajanih skladb v Sloveniji
V spodnji tabeli so podatki SAZAS-a, pri čemer gre v letih:
- 1997–2006 za letno lestvico 50 največkrat predvajanih slovenskih skladb
- 2007 za letno lestvico 500 največkrat predvajanih slovenskih skladb
- 2013–2014 za letno lestvico SloTop50, ki vključuje tako domače kot tuje skladbe

| Pesem                | 1997 | 1998 | 1999 | 2000 | 2000 | 2001 | 2002 | 2003 | 2003 | 2006 | 2007 | 2007 | 2013     | 2014     |
| Pesem                | 100  | 100  | 100  | 100  | 110  | 100  | 100  | 100  | 110  | 100  | 100  | 110  | SloTop50 | SloTop50 |
| -------------------- | ---- | ---- | ---- | ---- | ---- | ---- | ---- | ---- | ---- | ---- | ---- | ---- | -------- | -------- |
| Veter z juga         | 35.  | 6.   | —    | 25.  | —    | —    | —    | —    | —    | —    | 300. | 206. | —        | —        |
| Ne odhaja poletje    | 42.  | —    | —    | —    | —    | —    | —    | —    | —    | —    | —    | 186. | —        | —        |
| Ko bo prišel         | —    | —    | 46.  | 1.   | 2.   | 49.  | 50.  | 44.  | —    | 34.  | 32.  | 44.  | —        | —        |
| Zakaj                | —    | —    | —    | 35.  | —    | —    | —    | —    | —    | —    | —    | —    | —        | —        |
| In sta šla           | —    | —    | —    | —    | —    | 3.   | —    | —    | —    | —    | —    | —    | —        | —        |
| Sonce v očeh         | —    | —    | —    | —    | —    | 16.  | —    | —    | —    | —    | 300. | 115. | —        | —        |
| Slepa sreča          | —    | —    | —    | —    | —    | 36.  | 14.  | —    | —    | —    | 300. | —    | —        | —        |
| Med zemljo in zrakom | —    | —    | —    | —    | —    | —    | —    | 8.   | 31.  | —    | —    | 136. | —        | —        |
| Še tam ne            | —    | —    | —    | —    | —    | —    | —    | 15.  | —    | —    | —    | —    | —        | —        |
| Mars in Venera       | —    | —    | —    | —    | —    | —    | —    | —    | —    | —    | —    | —    | 48.      | —        |
| Spet                 | —    | —    | —    | —    | —    | —    | —    | —    | —    | —    | —    | —    | —        | 7.       |

Legenda: 100 = Nacionalni radio, 110 = Komercialne in nekomercialne radijske postaje

## Nagrade

### Zlati petelin
- 1998
  - Pop izvajalec
  - Debitant
- 2000
  - Pop album (Košček neba)
  - Skladba leta (Ko bo prišel)
  - Album leta (Košček neba) (Bila je nominirana, a ni bila prejemnica.)
  - Izvajalec leta
  - Tonska realizacija (Košček neba)

## Samostojni koncerti
- Čez rob naokrog (Gallusova dvorana Cankarjevega doma, 16. april 2002)

| Čez rob naokrog − seznam skladb |
| --- |
| - In sta šla - Most Predstavitev članov banda - Veter z juga - Znam živet (na tleh) - Gina (gost: Drago Mislej Mef) - Junak prekomorskih brigad (gost: Drago Mislej Mef) - Grem - Slepa sreča - Lahheeiyeee S tabo (videospot) - Pridi spet - Zdaj je čas - Brez laži - Počasi se dani - Little Wing (gost: Carlos Núñez) - The Wraggle Taggle Gypsies-O! (gost: Carlos Núñez) - Sonce v očeh |

- Če je to vse (Kino Šiška, 10. december 2009)

| Če je to vse − seznam skladb |
| --- |
| - Če je to vse - Ko bo prišel - Ljubezen je padla z neba - Od zvezd pijan - Kamorkoli greš - She - Kjer ste vi (kaj tu dogaja?) - Reason Why - Most Če je to vse (glasbeni videospot) - Ne odhaja poletje - Spezzacuori - Grem - Hijene - S tabo - Slepa sreča - Down Under - Lahheeiyeee - Ujeti svet - Med zemljo in zrakom |

- Tinkara Kovač in band - koncert ob 20. obletnici albuma O-range (Kino Šiška, 26. oktober 2024)

## Zasebno življenje
Formalni glasbeni študij je kot diplomirana profesorica flavte zaključila na Konzervatoriju Giuseppe Tartini v Trstu. Živi na Krasu. Z bivšim možem, arhitektom Matejem Mljačem, imata hčeri Galo (*2009) in Almo (*2013).